# Diasparactus zenos
Diasparactus zenos è un tetrapode estinto, appartenente ai diadectomorfi.  Visse tra il Carbonifero superiore e il Permiano inferiore (tra 305 e 295 milioni di anni fa) e i suoi resti fossili sono stati ritrovati in Nordamerica (Nuovo Messico e Oklahoma). È considerato uno dei primi tetrapodi erbivori.

## Descrizione
Questo animale possedeva un corpo relativamente massiccio, lungo circa 1,40 metri. Il cranio era compatto e misurava poco più di 15 centimetri. La dentatura era costituita da una serie di quattordici denti a piolo lungo il margine di mascella e mandibola. Le vertebre possedevano spine neurali insolitamente lunghe, di misura maggiore rispetto a quelle delle forme affini (diadectidi); probabilmente queste ossa reggevano una potente muscolatura. I piedi erano larghi e forti, dotati di falangi corte.

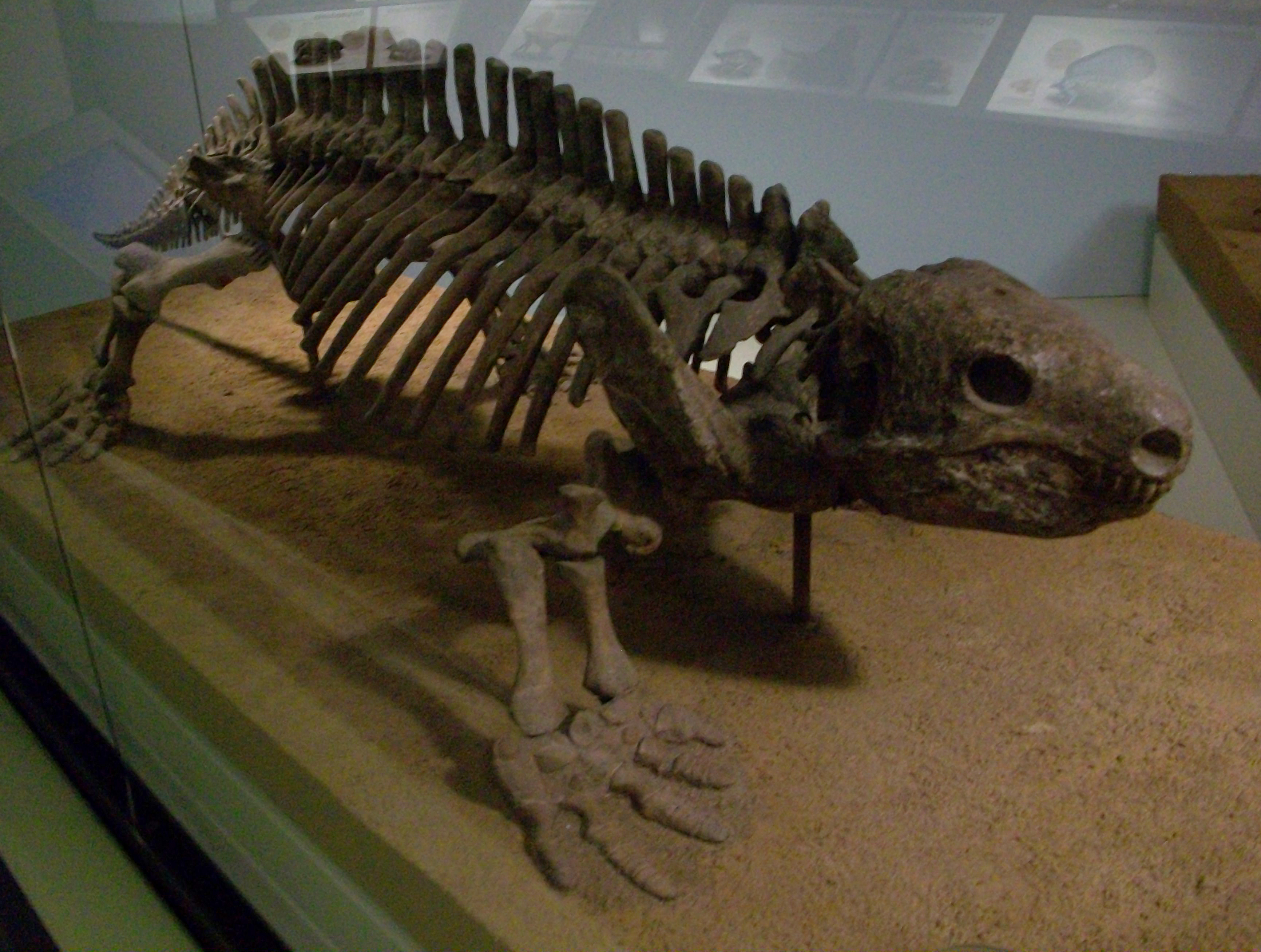
Scheletro di Diasparactus zenos, Field Museum of Natural History.

## Classificazione
Diasparactus venne descritto per la prima volta nel 1910 da E. C. Case, che descrisse alcune vertebre provenienti dal Nuovo Messico. L'anno successivo, uno scheletro quasi completo fu ritrovato nella stessa area e venne attribuito allo stesso animale. Altri resti attribuiti a Diasparactus vennero poi ritrovati in strati del Carbonifero dell'Oklahoma.
Diasparactus è un rappresentante dei diadectidi, un gruppo di animali dall'incerta classificazione, spesso considerati stretti parenti dei rettili; questi animali sono noti per essere tra i primi grossi tetrapodi ad avere una dieta largamente vegetariana.
Un'analisi cladistica effettuata nel 2010 considera Diasparactus uno dei diadectidi più derivati, ed è il sister taxon del genere Diadectes.

## Paleoecologia
I piedi larghi e le zampe robuste fanno supporre che Diasparactus fosse un abitante delle paludi, nelle quali probabilmente si muoveva lentamente alla ricerca di vegetali da mangiare.